# Рихповець
Рихповець (словен. Rihpovec) — поселення в общині Требнє, регіон Південно-Східна Словенія, Словенія.